# Cristina Mediero
Cristina Mediero Pérez  (Madrid, 8 de julio de 1984), de nombre artístico Cristina Mediero, es una actriz de teatro, cine y televisión española.

## Biografía
Nacida en Madrid y criada en Córdoba desde los diez años. Empieza su formación de danza con cuatro años: Clásico y New Style. Con tan sólo quince años empieza a impartir clases de baile. Se licencia en interpretación por la Escuela Superior de Arte Dramático y Danza de Córdoba.
Regresa a Madrid para complementar su formación actoral ante la cámara en el Instituto del Cine de Madrid con Esteban Roel, Carla Carparsolo, o Juancho Calvo, entre otros. Ha mantenido sus lazos con Andalucía.
En Televisión ha trabajado junto a Belén Rueda en BYB (Mediaset), Centro Médico (TVE), Mambo (TVE), La isla de los nominados (Cuatro), El accidente (Telecinco), Toy Boy (Antena 3 y Netflix) y The Questioning serie de Thriller rodada íntegramente en inglés.
En cortometrajes, protagoniza: Némesis, Eso no está bien, Punto y aparte (Premio Mejor Cortometraje en el “Decortoán”), Las sobrinas de Valerie (premio Lince “Mejor Actriz” Cristina Mediero, Premio Radio y Televisión de Andalucía RTVA, Premio Mejor corto Festival de Cine de Bailén)  Standbrook (Premio Jaén Paraíso Interior, Premio mejor corto Local en el Festival de Cortometrajes “Rodando por Jaén”, Premio Mejor Cortometraje Andaluz en “Cine NoVisto”), Habitación 205 y El secreto de Lucía, entre otros.
En cine, la hemos podido ver en los largometrajes Asesinos Inocentes de Gonzalo Bendala (Selección Oficial Festival de Cine de Málaga),  La Ama (Arantxa Ibarra y Luisje Moyano). Salpicados por el desastre o 12 Días (Juan Antonio Anguita). Protagoniza también la película Mandylion (estreno 2021), El hilo dorado (Estreno 2021) y Unfollow, esta última de producción Internacional que se estrenará en 2021.
Protagoniza varios videoclips entre ellos Y yo qué sé, el primer sencillo de Sergio Alcover. Maestros, de Oberón. Su propio sencillo Maybe y Ojalá estuvieras muerto, de La Bien Querida (Globomedia). También protagoniza junto a David Navarro el videoclip Mantuvimos cielos, del grupo VuelaCruz y La arena y la Sal, del grupo El Gran Oso Blanco.
Realiza innumerables proyectos audiovisuales y sigue formándose con grandes profesionales de la talla de Andrés Lima, David Serrano, Pablo Messiez, Benito Zambrano y un largo etc.
En teatro, forma parte de varias compañías en Andalucía poniendo en escena títulos cómo La casa de Bernarda Alba, La cantante calva, ¿Qué pasa con nuestro tiempo? y La noche de los comedores de carne. Coprotagoniza en Madrid Trenes de Cine, montaje teatral dirigido por Tamzin Towsend. Ese mismo año, Cristina coreografía la gala de los Premio Buero en Madrid. Poco después coprotagoniza en Madrid los montajes  La vida es una tómbola (Musical de Claudio Pascual), El otro lado de la cama (de David Serrano), Salvajes (adaptación teatral de Un Dios Salvaje).
Estrena en 2016 Agosto (Condado de Osage) encarnando a Barbara Fordham, dentro del XVII Festival de Otoño de Jaén.
En 2017 protagoniza Relájate tía. Este montaje teatral es finalista en el Certamen de Teatro Andaluz Desencaja. Ese mismo año protagoniza Las nuevas poblaciones y en 2019 protagoniza la obra El Ascensor de Alfonso Zurro, nominada a los Premios Lorca 2019. Y seleccionada en Madrid en el Certamen Nacional de Artes Escénicas en Teatros Luchana.
Forma parte de la compañía de Tomás Afán protagonizando montajes teatrales en inglés como Romeo and Juliet, Agatha Cristie Misterious Crime y Beauty and the Beast. Es miembro de la compañía Loklaro Producciones con la que ha estrenado varios proyectos tanto audiovisuales como teatrales. Uno de los más conocidos es Ushuaia de Alberto Conejero, obra que protagoniza junto al actor Chema del Barco.

## Filmografía

### Largometrajes
- Asesinos inocentes (2015). Dirección: Gonzalo Bendala.[1]
- La Ama (2016). Dirección: Arantxa Ibarra y Luisje Moyano.[2]
- Salpicados por el desastre (2016). Dirección: Juan Antonio Anguita.[3]
- Doce días de mierda (2017). Dirección: Juan Antonio Anguita.[4]
- Unfollow (2020). Dirección: Arturo Montenegro.[5]
- El hilo dorado (2020). Dirección: Tomás Aceituno.[6]
- Mandylion (2021). Dirección: Luisje Moyano.[7]
- Septiembre (2023). Dirección: Carlos Aceituno.[8]

### Cortometrajes
- Esto no está bien (2013). Dirección: Juanan Villegas.[9]
- ¡Calle! (2013). Dirección: Sara Esteban y María Olalla Olea.[10]
- Punto y aparte (2013). Dirección: Carlos Aceituno.[11]
- Las Sobrinas de Valerie (1015). Dirección: Carlos Aceituno.[12]
- Feliz en tu día (2015). Dirección: David Castro.[13]
- Némesis (2017). Dirección: Josh García.[14]
- Stanbrook (2017). Dirección: Carlos Aceituno.[15]
- Habitación 205 (2018). Dirección Josele García.[16]
- El secreto de Lucía (2020). Dirección: Raquel Toledo.[17]
- Cigarrillos (2021). Dirección: Rosario Pardo.
- Mamá (2021). Dirección: Carlos Aceituno.
- Alicia (2021). Dirección: Luisa Medina.
- Yo siempre (2022). Dirección: Cristina Gajete.
- Saldo 0 (2022). Dirección: Amanda Gutiérrez del Castillo.
- Juan Caballo (2022). Dirección: Marta Jiménez.
- Fama Caduca (2023). Dirección: Julián Candón.
- Night Show (2023). Dirección: Cristina Mediero.[18]

### Series televisivas
- La isla de los nominados (2010).[19]
- ByB (2015).[20]
- Centro médico (2016).[21]
- LAG (2016).[22]
- El accidente (2017).[23]
- Mambo (2017).[24]
- Toy Boy (2019).[25]
- The Questioning (2019).[26]
- La cuarta bestia (2023).[27]

## Teatro
- La casa de Bernarda Alba (2009), Dirección: Manuel Chalana.
- Trenes de cine (2012). Dirección: Tamzin Towsend.[28]
- La vida es una tómbola (2013). Dirección: Claudio Pascual.[29]
- El otro lado de la cama (2014). Dirección: José Manuel Pardo.[30]
- Salvajes (2014). Dirección: Carlos Aceituno.[31]
- Relájate tía (2015). Dirección: Pedro Lendínez.[32]
- Agosto, Condado de Osage (2016). Dirección: Carlos Aceituno.[33]
- Las Nuevas Poblaciones (2017). Dirección: Carlos Aceituno.[34]
- Romeo and Juliet (2018). Dirección: Tomás Afán.[35]
- El Ascensor (2019). Dirección: Carlos Aceituno.[36]
- Ushuaia (2020). Dirección: Carlos Aceituno, Texto: Alberto Conejero.[37]
- ¡Ay, Carmela! (2021). Dirección: Carlos Aceituno, Texto: José Sanchís Sinisterra.[38]
- ¿Te acuerdas del fin del mundo? (2021). Dirección: Paco Gámez, Nati Villar, Ana Galán y Tomás Afán.
- Madre coraje (2021). Dirección: Carlos Aceituno.
- ¡¿Ya es la hora?! (2022). Dirección: Tomás Afán.

## Premios
- Premio “Lince” a la Mejor Actriz, por “Las sobrinas de Valerie”, como Valeria Solanas, dirigida por Carlos Aceituno (2017).[39]
- Premio a la Mejor Actriz en el IX Kolkata Shorts International Film Festival en Calcuta, por “El Secreto de Lucía”, como Lucía, dirigida por Raquel Toledo Bernal (2020).[40]
- Premio Especial Mejor Actriz en los Premios Joven Diario Jaén.[41]
- Premio a la Mejor Actriz en el Festival Actrum Festival Fest.[42]
- Premio a la Mejor Actriz en el Equilibrium Film Festival de Palermo, en Italia.[43]
- Premio honorífico Decortoán Joven-Fundación Caja Rural (2021).[44]
- Mención Especial del Jurado para la interpretación de Cristina en “Mamá” en el "Primavera Film Festival Barcelona".[45]
- Mención de honor de las Artes Escénicas Mejor Actriz Otoño Cultural 2121 Villanueva del Arzobispo.[46]
- Premio Mejor Actriz en el Golden International Film Festival.[47]
- Nominada Mejor Actriz Principal en los Premios Carmen de la Academia de Cine de Andalucía por El Hilo Dorado (2022).[48]
- Premio Argentaria 2023 de las Artes Escénicas.[49]
- Premio Mejor Actriz en el XI Rodando por Jaén 2023.[50]
- Mejor Actriz • VALÈIFF 2023.[51]
- Premio Mejor Actriz por la película SEPTIEMBRE en el Festival Internacional de Cine Cine No Visto (2023).[52]
- Premio Mejor Actriz por la película SEPTIEMBRE en el Festival Iberoamericano de Caracas (2024).[53]
- Premio a la Mejor Actriz Protagonista por la película SEPTIEMBRE en los Festival Internacional de Cine de Granada - Premios Lorca 2024.[54]
- Premio Actriz Grajo de Cine 2025. [55]